# I. e. 211
Évszázadok: i. e. 4. század – i. e. 3. század – i. e. 2. század
Évtizedek: i. e. 260-as évek – i. e. 250-es évek – i. e. 240-es évek – i. e. 230-as évek – i. e. 220-as évek – i. e. 210-es évek – i. e. 200-as évek – i. e. 190-es évek – i. e. 180-as évek – i. e. 170-es évek – i. e. 160-as évek
Évek: i. e. 216 – i. e. 215 – i. e. 214 – i. e. 213 –  i. e. 212 – i. e. 211 – i. e. 210 – i. e. 209 – i. e. 208 – i. e. 207 – i. e. 206

## Események

### Hellenisztikus birodalmak
- III. Antiokhosz szeleukida király birtokba veszi és két tartományra osztja az örmény Xerxész (akihez nővére feleségül ment és meggyilkoltatott) országát.
- Görögországban az Aitóliai Szövetség szövetkezik a rómaiakkal V. Philipposz makedón király ellen. A szerződés értelmében a rómaiak a tengeren nyújtanak segítséget és övék a zsákmány és a foglyul ejtett rabszolgák, az aitóliaiak pedig az elfoglalt területeket tarthatják meg.

### Karthágó
- A második pun háborúban Hasdrubal Barca leveri a numidák lázadását, majd visszatér Hispániába, ahol sikerül megfordítania a háború addigi menetét: két csatában megveri a rómaiakat és megöli fővezéreiket, a Publius Cornelius Scipio és Cnaeus Cornelius Scipio Calvus testvérpárt és visszafoglalja az Ebrótól délre fekvő területeket.

### Itália
- Rómában Cnaeus Fulvius Centumalus Maximust és Publius Sulpicius Galba Maximust választják consulnak.
- A rómaiak ostrom alá veszik és elfoglalják a Hannibal pártjára álló Capuát. A nemességet legyilkolják, a lakosság elveszti polgárjogát, földjeiket pedig állami birtokká nyilvánítják.
- Hannibal Rómához vonul hogy elvonja a Capuát ostromló erőket, de seregei nem elégségesek az ostromhoz.
- Rómát magas élelmiszerárak sújtják és éhínség fenyegeti, mert a háború miatt nem tudják megművelni a földeket. Egyiptomban sikerül elegendő gabonát vásárolniuk, ám a szokásosnál háromszor magasabb áron.
- Rómában pénzreformot hajtanak végre és bevezetik a denarius ezüstpénzt.

### Parthia
- Meghal I. Arszakész pártus király. Utóda fia, II. Arszakész.

## Halálozások
- I. Arszakész, a pártus királyság alapítója
- Cnaeus Cornelius Scipio Calvus, római hadvezér és államférfi
- Publius Cornelius Scipio, római hadvezér és államférfi
- Manius Pomponius Matho, római hadvezér és államférfi

## Fordítás
- Ez a szócikk részben vagy egészben  a(z)   211 BC című angol Wikipédia-szócikk ezen változatának fordításán alapul.  Az eredeti cikk szerkesztőit annak laptörténete sorolja fel. Ez a jelzés csupán a megfogalmazás eredetét és a szerzői jogokat jelzi, nem szolgál a cikkben szereplő információk forrásmegjelöléseként.